# Route européenne 60
Pour les articles homonymes, voir E60 et Route 60.
La route européenne 60 (E60) est un itinéraire du réseau routier européen reliant Brest à Erkeshtam  à la frontière chinoise en passant par Nantes, Besançon, Zurich, Feldkirch, Rosenheim, Vienne, Budapest, Bucarest, Tbilissi, Bakou, Achgabat, Boukhara, Douchanbé et Sary-Tash (en). Cet itinéraire traverse 12 pays, la France, la Suisse, l'Autriche, l'Allemagne, la Hongrie, la Roumanie, la Géorgie, l'Azerbaïdjan, le Turkménistan, l'Ouzbékistan, le Tadjikistan et le Kirghizistan. Il s'agit du deuxième plus long itinéraire européen.

## Itinéraire

### France
L'itinéraire débute à Brest sur la départementale 165, l'E60 emprunte ensuite la nationale 165 jusqu'à Nantes où la nationale devient l'autoroute A11. La route européenne continue sur l'A11 jusqu'à son intersection avec l'A85 après Angers. L'E60 suit alors l'A85 jusqu'à l'intersection avec l'A10 qu'elle emprunte jusqu'à son intersection avec l'A19. L'E60 continue sur l'A19 jusqu'à Courtenay où elle bifurque sur l'A6 en direction de Beaune. À Beaune l'itinéraire emprunte l'A31 puis l'A36 jusqu'à Mulhouse puis l'A35 entre Mulhouse et la frontière franco-suisse.

### Suisse
De la frontière franco-suisse au niveau de Bâle jusqu'à Zurich l'E60 emprunte l'A3 puis l'A1 et continue sur l'A1 jusqu'à Sankt Margrethen. À Sankt Margrethen, l'E60 quitte l'autoroute A1 pour prendre la route principale 7 et traverser la frontière en direction de l'Autriche.

### Autriche: Höchst - Kufstein
À la frontière avec la Suisse, l'E60 emprunte à Höchst la route 202 (de) puis l'A14 jusqu'à Bludenz où l'A14 devient la S16. L'E60 suit alors la S16 jusqu'à Landeck où elle devient l'A12. L'E60 emprunte alors l'A12 tout du long jusqu'à la frontière avec l'Allemagne au niveau de Kufstein.

### Allemagne
À Kiefersfelden, l'E60 suit l'A93 jusqu'à son intersection avec l'A8 qu'elle emprunte par la suite jusqu'à la frontière avec l'Autriche au niveau de Piding.

### Autriche: Salzbourg-Nickelsdorf
Au niveau de la frontière, à Salzbourg, l'E60 emprunte l'A1 jusqu'à l'arrivée sur Vienne en passant par Linz. Peu avant Vienne l'E60 suit l'A21 afin de contourner la capitale autrichienne par le sud, puis poursuit sur la S1 (de) jusqu'à son embranchement avec l'A4. L'itinéraire continue sur l'A4 jusqu'à la frontière avec la Hongrie au niveau de la commune de Nickelsdorf.

### Hongrie
Après la frontière autrichienne à Hegyeshalom, l'E60 emprunte l'autoroute M1 jusqu'à l'échangeur avec l'autoroute M0, qu'elle emprunte pour contourner Budapest par le sud. Aux abords de l'aéroport de Budapest, elle quitte la M0 pour emprunter la route principale 4, route dont elle suit le tracé jusqu'à Püspökladány. Elle suit ensuite l'itinéraire de la route principale 42 jusqu'à la frontière roumaine à Ártánd.
[Afficher les villes]

### Roumanie
Après la frontière hongroise, à Orada, l'E60 emprunte l'autoroute E79 - E671 jusqu'à Cluj-Napoca où elle rejoint l'autoroute E81. Puis elle bifurque vers Bucarest par la E68 et la E70 via Turda et Brasov. À partir de la capitale, l'E60 se confond avec l'E85 jusqu'au port de Constanta. Finalement elle est suit le bord de mer par la E87 jusqu'au port d'Agigea. La traversée vers la Géorgie se fait en bateau vers Batoumi. La traversée de la mer Noire prend 3 jours. (Traffic interrompu en temps de guerre !) 

### Géorgie
- ს 2: de Poti (E97) à Senaki (E97)
- ს 1: de Senaki (E97) à Samtredia (E692) - Khashuri
- ს 1: de Khashuri à Tbilisi (E117)
- ს 9: de Tbilisi (croisement avec E117) à Rustavi (croisement avec E117)
- ს 4: de Rustavi à Tsiteli Khidi
- Soit un total de 313 km et 4h de voyage

### Azerbaïdjan
- De Qirmizi Köpü à Bakou suivre la M2 via Qazax, Ganja, Yevlax, Hajiqabul et la E002 correspondant à la E119, soit 530 km.

- De Bakou au bord de la mer Caspienne, le voyage vers le Tukménistan se fait en ferry jusqu'à Türkmenbasy. Le voyage dure 12h.

### Turkménistan
- M37 la route M37 de Türkmenbaşy via  Balkanabat (E40) et (E004) puis Serdar (E121), Ashgabat (E003) via Tejen et Mary jusqu'à Türkmenabat, soit 1265 km et 15h de route.

### Ouzbékistan
- M37 : la route M37 de Olot à Bukhara
- A380 : la route A380 de Bukhara à Qarshi puis G‘uzor (E005)
- M39 : la route M39 de G‘uzor (E005) à Sherobod puis Termez
- M41 : la route M41 de Termez  vers l'Afghanistan jusqu'à Denov
- soit un total de 480km

### Tadjikistan
- РБ02  route РБ02 : de Tursunzoda à Dushanbe (E123)
- РБ04  route РБ04 : de Dushanbe à Vahdat
- РБ07  route РБ07 : de Vahdat à Obi Garm, puis Jirgatol et jusqu'à la frontière de Kirghizistan

### Kirghizistan
La route européenne 60 entre au Kirghizistan par la frontière de Karamyk au bord de la rivière Vaksch appelée maintenant Kyzyl-Sou et la longe jusqu'à Sary-Tash. C'est la vallée d'Alaï. Cette voie express porte le numéro 3M-06. Puis jusqu'à Erkeshtam, elle s'appelle 3M-05. Il s'agit de l'ancienne Route de la soie qui a été utilisée par les caravanes pendant des millénaires. L'altitude dépasse les 3000 mètres. En période enneigée, le passage du col peut rester fermé plusieurs jours. C'est le passage le plus élevé de la E60 sur ces 8000 km et son point terminal. Les montagnes du Pamir culminent à plus de 7000 mètres, la vue est époustouflante. Puis la route plonge sur la Chine. 

## Galerie d’images

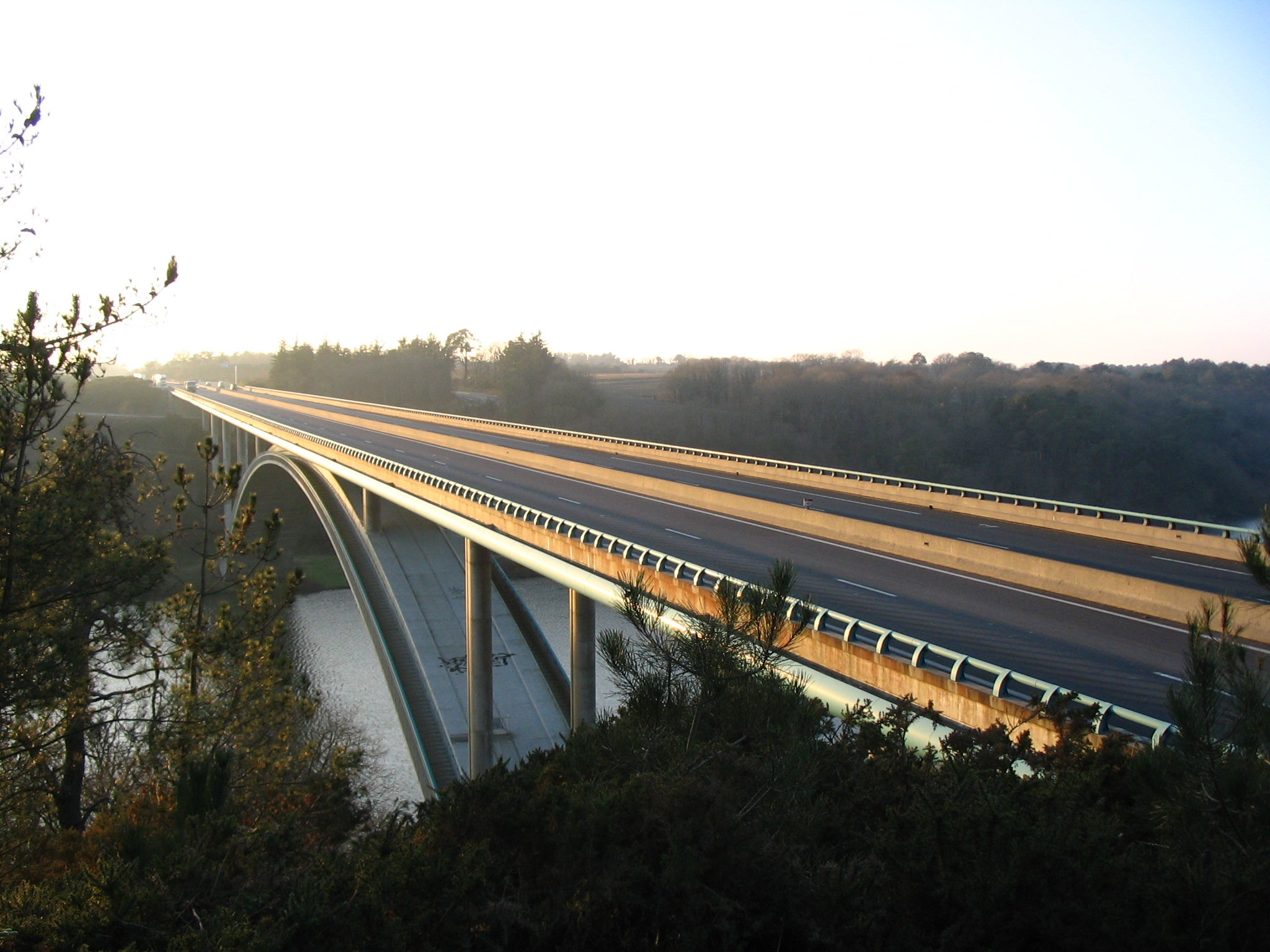
Pont du Morbihan à La Roche-Bernard, France
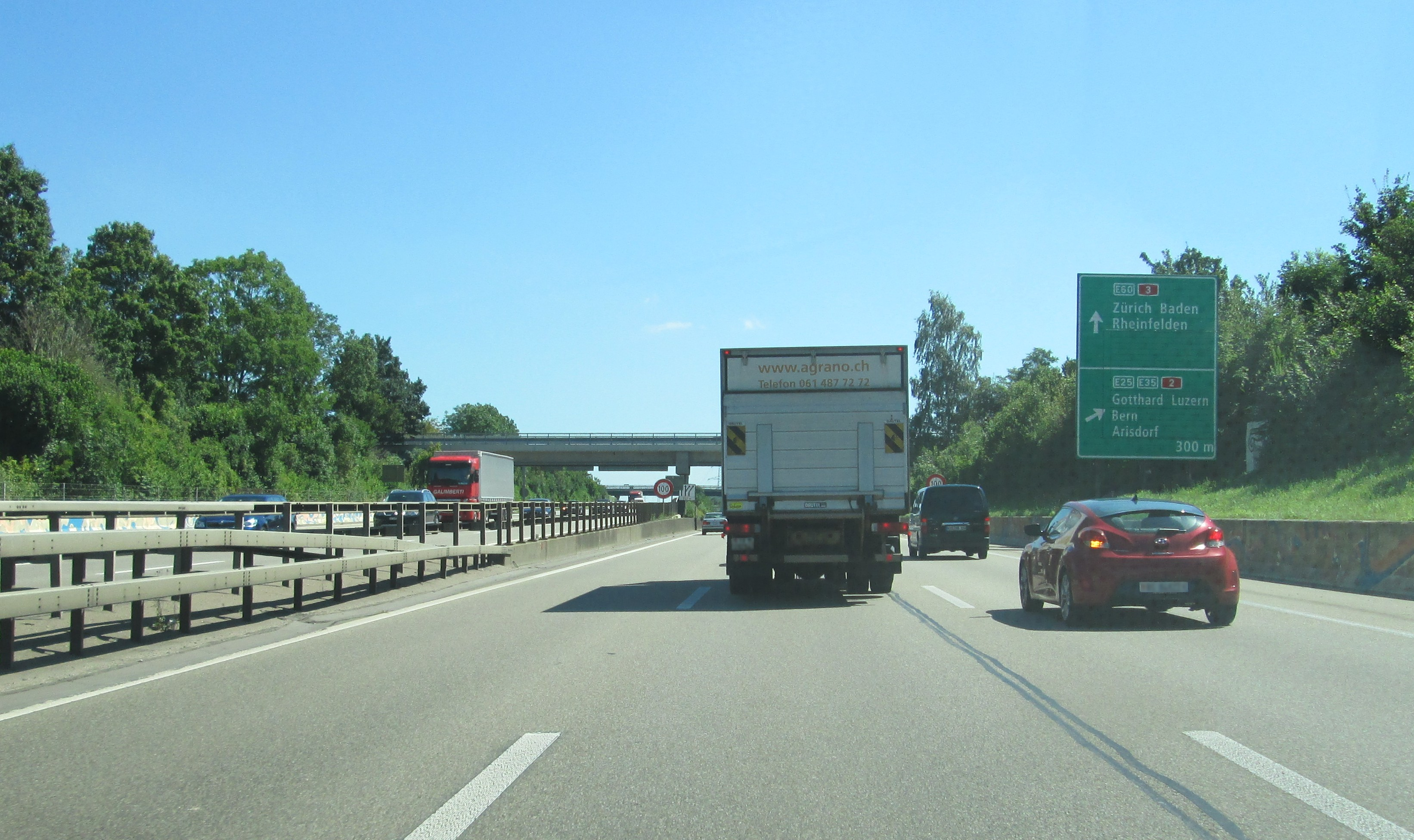
La E60 se confondant avec la E25 et la E35 au niveau de Bâle, Suisse
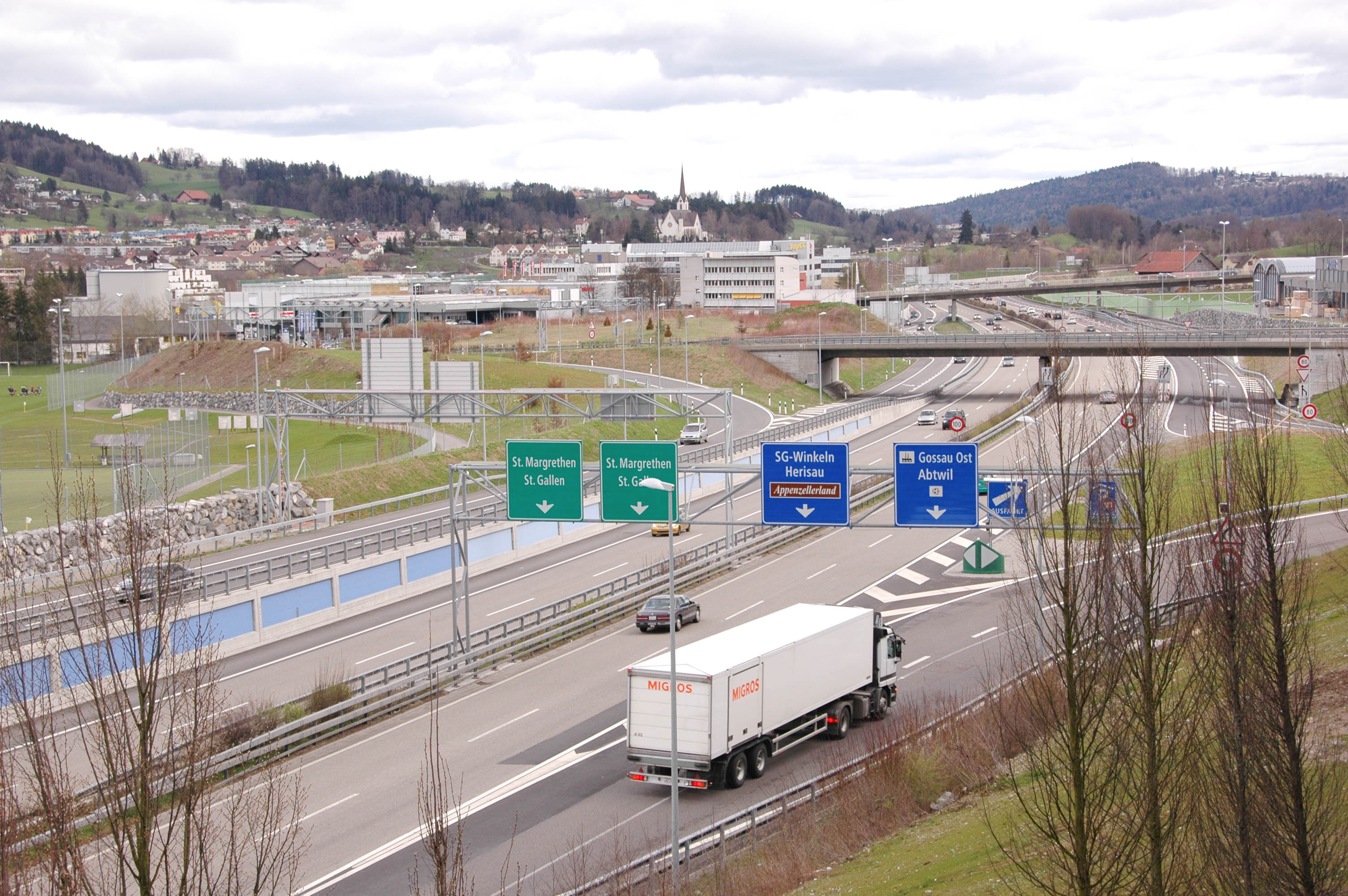
La E60 au niveau de l'A1 à Saint-Gall, Suisse
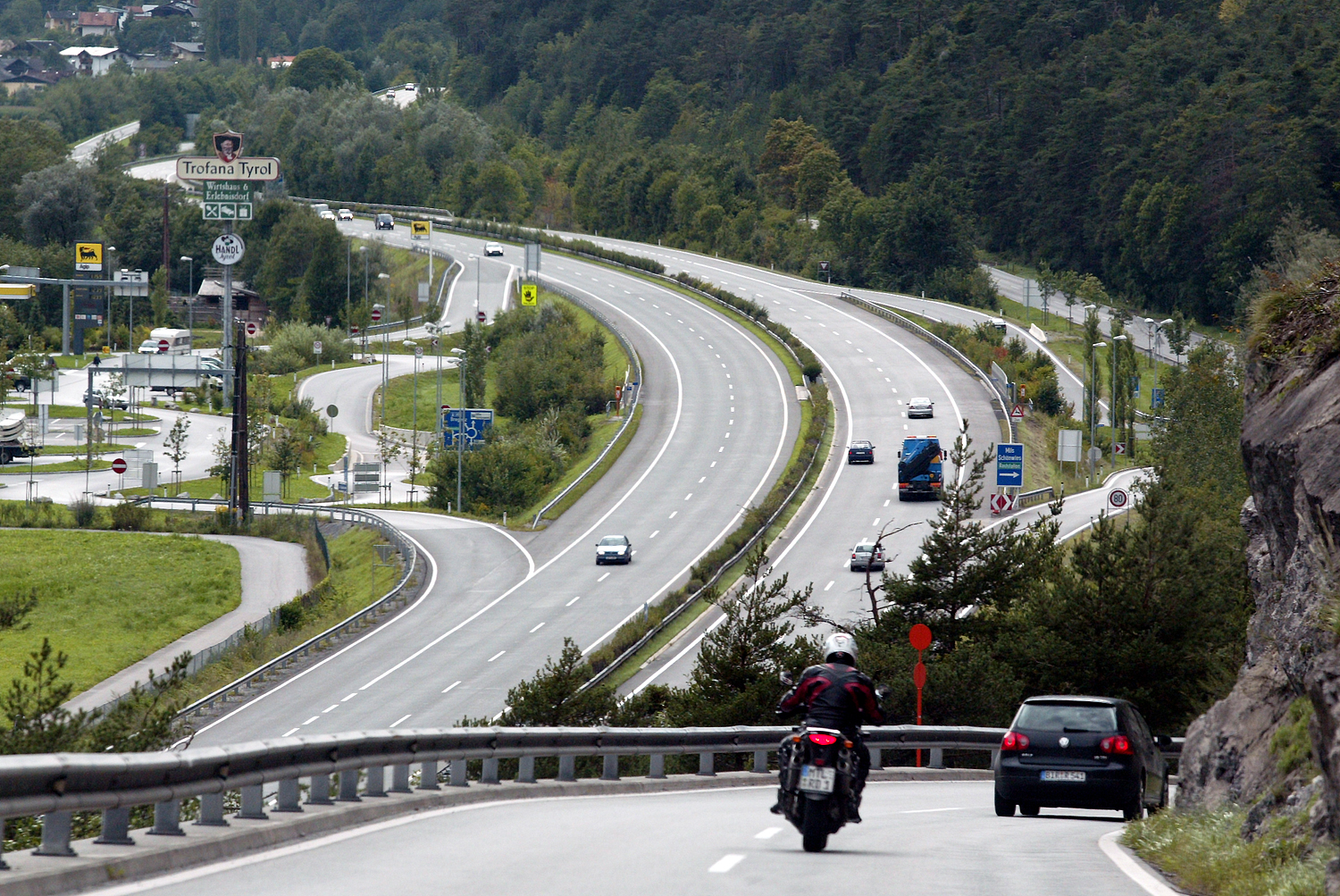
La E60 au niveau de l'A21 à Innsbruck, Autriche
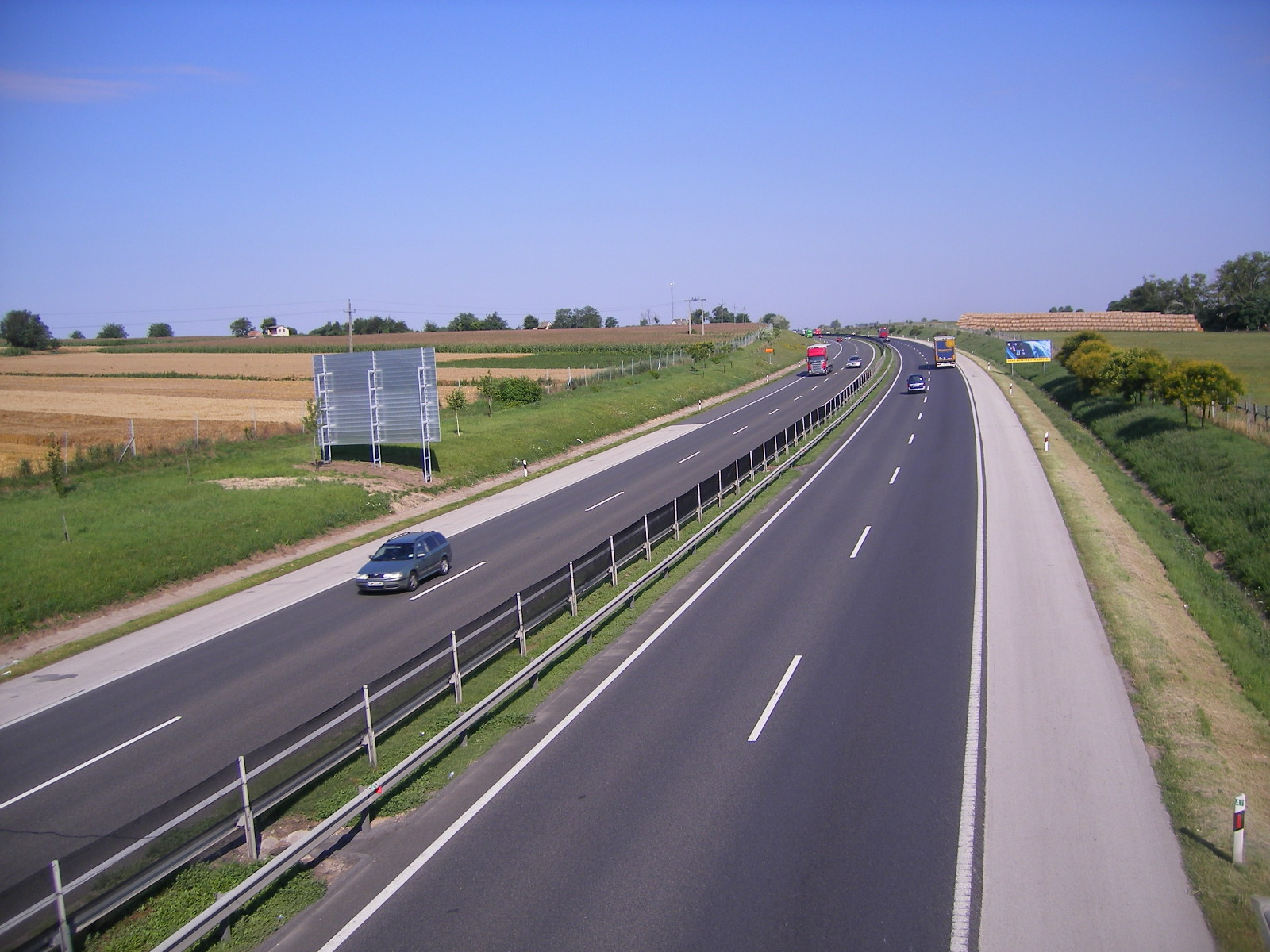
La E60 au niveau de la M1, Hongrie
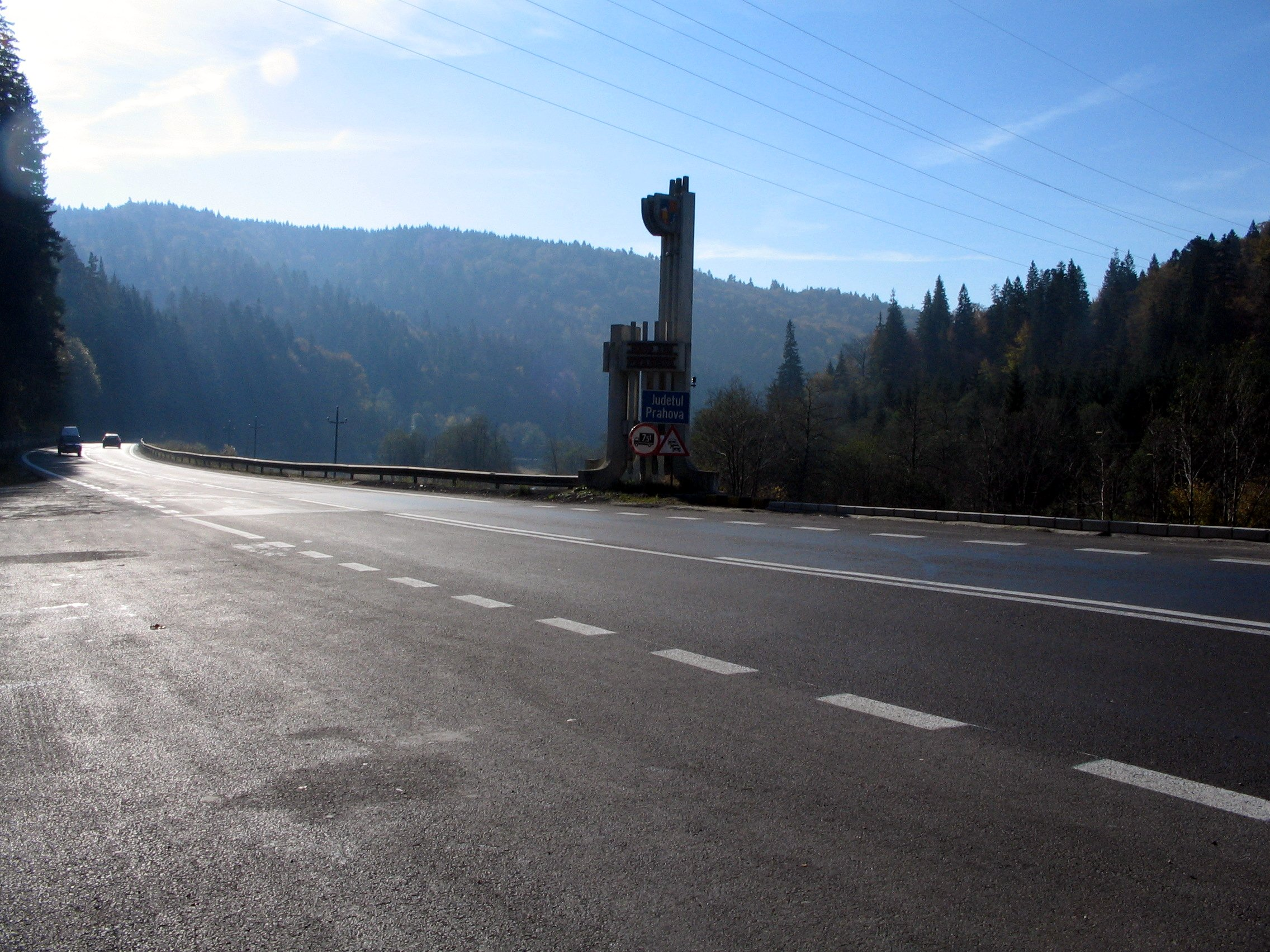
La E60 à Brașov, Roumanie
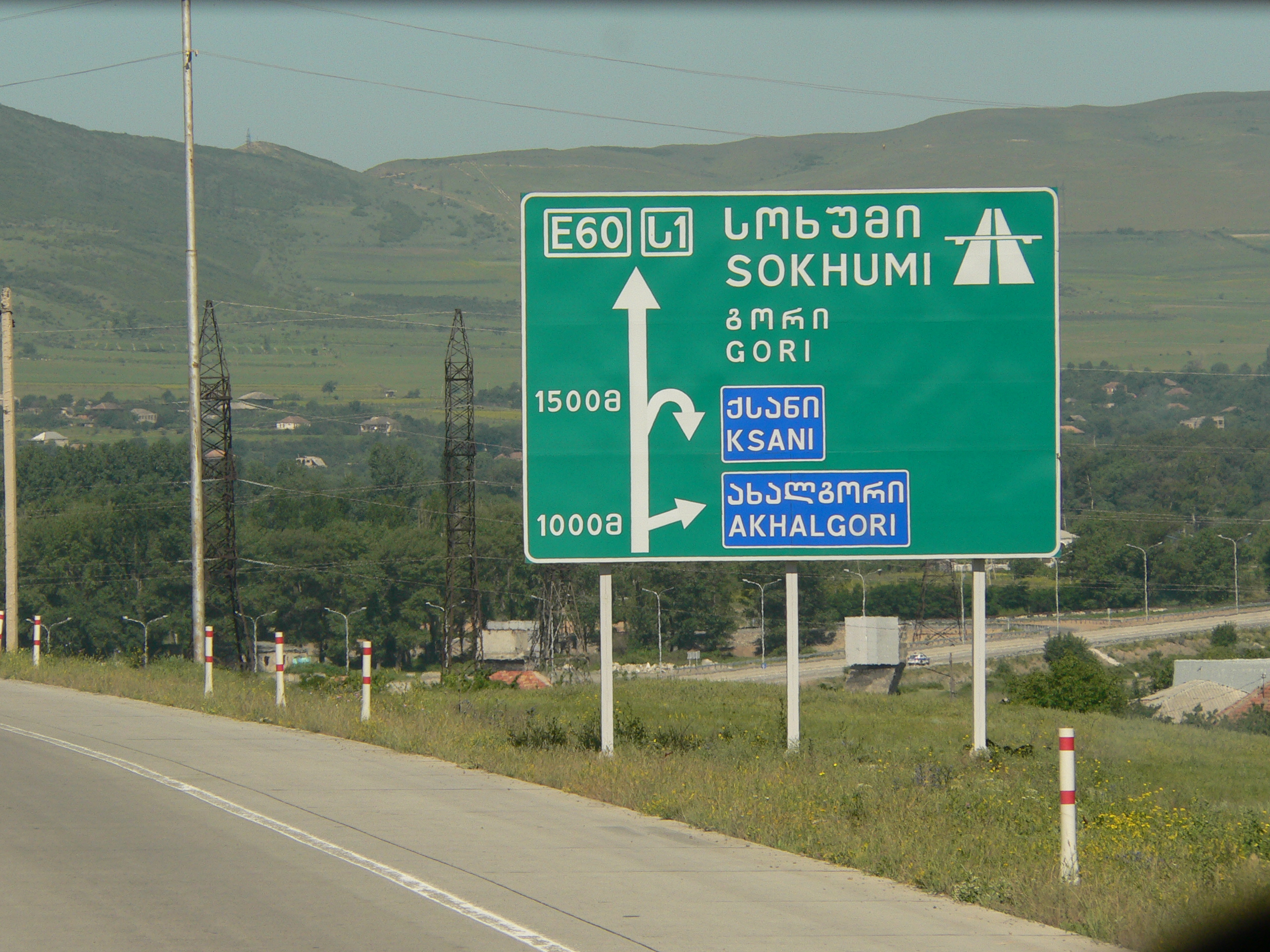
La E60 à Tbilissi, Géorgie
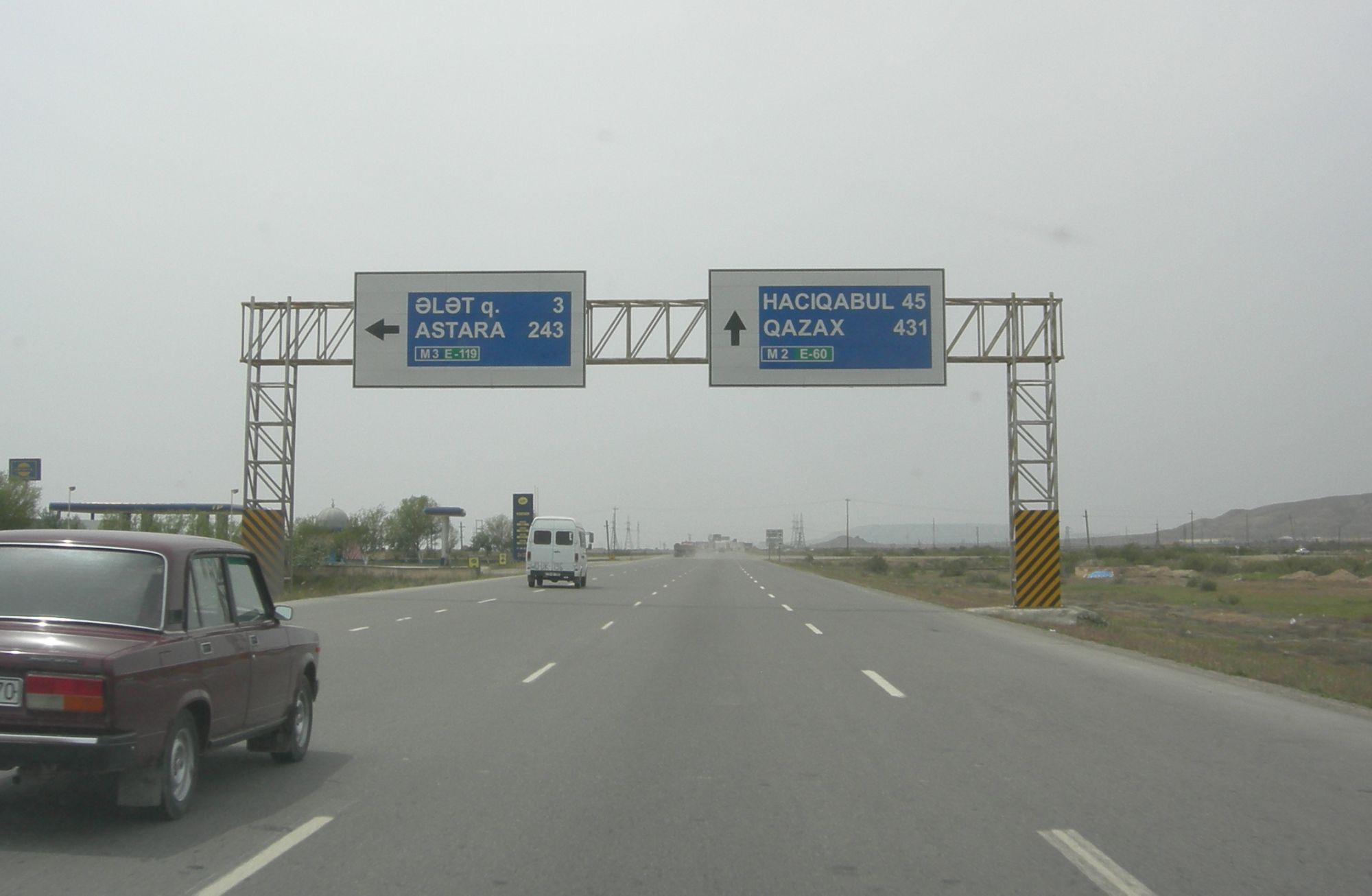
Bifurcation avec la E119 au sud de Bakou, Azerbaïdjan
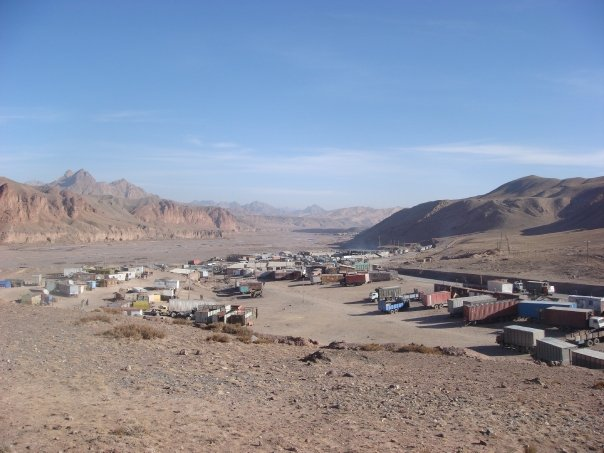
Extrémité Est de la E60 à Irkeshtam (en) au Kirghizistan à la frontière avec la Chine.